# Tschermigita
La tschermigita es un mineral de la clase de los minerales sulfatos, y dentro de esta pertenece al llamado “grupo del alum”. Fue descubierta en 1853 en Tschermig, en la región de Bohemia (República Checa), siendo nombrada así por esta localidad. Un sinónimo poco usado es ammonalum.

## Características químicas
Es un sulfato hidratado de amonio y aluminio.

## Formación y yacimientos
Es un mineral secundario de formación rara, en yacimientos de lignito y turba así como en esquisto bituminoso. También se forma en la quema de filones de carbón o de escombreras de minas del carbón, como eflorescencias alrededor de las solfataras o respiraderos geotermales de gases y fumarolas. 
Suele encontrarse asociado a otros minerales como: yeso, amoniojarosita, epsomita, rostita, alunógeno, boussingaultita, mascagnita o voltaíta.